# Lucy Knight
Lucy Knight är en rollfigur i TV-serien Cityakuten, spelad av Kellie Martin.
Lucy Knight är en medicinstuderande ung kvinna som blir mördad av sin psykiska patient, Paul Sobricki, på Alla hjärtans dag. Lucy väntade på att en från psyk skulle komma ner och kolla på Sobricki när han tog en kniv (som skulle användas till att skära upp tårtan med), och högg henne med den. Senare när John Carter gick in till rummet för att leta efter Lucy, såg han ett Alla hjärtans dag-kort på golvet, och när han böjde sig ner för att plocka upp kortet, blev han också knivhuggen av Paul Sobricki. Han klarade sig med nöd och näppe, medan läkarna tappert försökte rädda stackars Lucy utan resultat. Lucy dog kl. 02.56 den 15 februari 2000. Carter blev förstås väldigt ledsen eftersom han och Lucy var ett par, och han skyllde hennes död på sig själv. Det var därför han sedan började med droger. Lucy var god vän med alla på akuten, men i början gick det lite trögt med Carol Hathaway, sjuksköterska. Lucy kunde inte göra en sak och bad om hjälp, men sa sedan till Carter att hon hade gjort det själv. Men sedan blir de vänner, hon och Carol. Lucy är väldigt duktig på saker och tar väl hand om sina patienter.
Senare i säsong 5, kommer det ut att Lucy har använt Ritalin sen hon gick i högstadiet, och Carter vill få henne att sluta. Hon slutar, men börjar sedan igen utan att Carter vet något om det.
En sak som Lucy nästan alltid verkar ha med sig är sin handdator. Den ger svar på nästan allt hon behöver veta, men Carter vill sedan att hon ska sluta använda den också, för att han vet att hon kan i alla fall.